# Calluga purpureoviridis
Calluga purpureoviridis là một loài bướm đêm trong họ Geometridae.